# Bigach
Koordinaten: 48° 34′ 0″ N, 82° 1′ 0″ O
Bigach ist ein Einschlagkrater in Kasachstan.
Der Durchmesser des Kraters beträgt 8 km, sein Alter wird auf 2 bis 8 Millionen Jahre geschätzt, d. h. das Einschlagereignis fand im Pliozän oder Miozän statt. Der Bigach-Krater ist an der Oberfläche sichtbar.